# Szató Takuja
Szató Takuja (佐藤 卓哉; Hepburn: Takuya Satō) japán anime forgatókönyvíró és rendező.

## Munkái
- Phantom Quest Corp. (1994-1995) – animátor
- Armitage III (1995) – rendező (1. epizód)
- Street Fighter II V (1995) – storyboard (11. epizód), rendező asszisztens
- Armitage III: Poly-Matrix (1997) – rendező
- Serial Experiments Lain (1998) – vágó (10. epizód)
- Trigun (1998) – storyboard (25. epizód)
- Super Doll Licca-csan (1998–1999) – storyboard (10. epizód)
- BuBu CsaCsa (1999) – storyboard
- Magic User’s Club (1999) – storyboard (10. epizód)
- NieA 7 (2000) – rendező, forgatókönyvíró, storyboard, animátor
- Platinumhugen Ordian (2000) – storyboard (4., 8. és 14. epizód)
- Daiszuki! BuBu CsaCsa (2001) –
- The Family’s Defensive Alliance (2001) –
- Shingu: Secret of the Stellar Wars (2001) – storyboard
- Princess Tutu (2002–2003) – forgatókönyvíró (6. és 11. epizód)
- The Twelve Kingdoms (2002–2003) – storyboard (8., 19. és 32. epizód)
- Kino’s Journey (2003) – storyboard (8–9., 11. és 13. epizód)
- Ninja Scroll (2003) – storyboard (6. epizód)
- Gensiken (2004) – storyboard (8. epizód)
- Icsigeki Szaccsu!! HoiHoi-szan (2004) – rendező, forgatókönyvíró, storyboard
- Midori Days (2004) – forgatókönyvíró (2., 6. és 9. epizód)
- Panda-Z (2004) – együttműködési vezető
- Kaikecu Zorori (2004–2005) – storyboard (2., 19. és 39. epizód)
- Strawberry Marshmallow (2005) – rendező, forgatókönyvíró (1–2. epizód), storyboard (1. és 12. epizód)
- Fate/stay night (2006) – forgatókönyvíró
- Code-E (2007) – forgatókönyvíró
- Emma: A Victorian Romance Second Act (2007) – storyboard (11. epizód)
- Icsigo Masimaro (2007) – rendező, forgatókönyvíró
- Minami-ke (2007) – storyboard (10. epizód)
- Blue Dragon: Trials of the Seven Shadows (2008–2009) – storyboard
- Mission-E (2008) – rendező
- Shigofumi: Letters from the Departed (2008) – storyboard (3. epizód)
- Toradora! (2008–2009) – storyboard (24. epizód)
- Icsigo Masimaro Encore (2009) – rendező, storyboard (1–2. epizód)
- Szeitokai no icsizon (2009) – rendező
- And Yet the Town Moves (2010) – storyboard (3. epizód)
- Arrietty (2010) – közreműködő
- Fate/Stay Night: Unlimited Blade Works (2010) – forgatókönyvíró
- Majoi neko Overrun! (2010) – rendező (10. epizód), forgatókönyvíró (10. epizód), storyboard (10. epizód)
- Armored Trooper Votoms Case;Irvine (2011) – forgatókönyvíró
- Steins;Gate (2011) – rendező, storyboard,
- Inu x Boku SS (2012) – forgatókönyv és helyszín felügyelő
- Waiting in the Summer (2012) – storyboard (11. epizód)